# 大施滕貝格湖

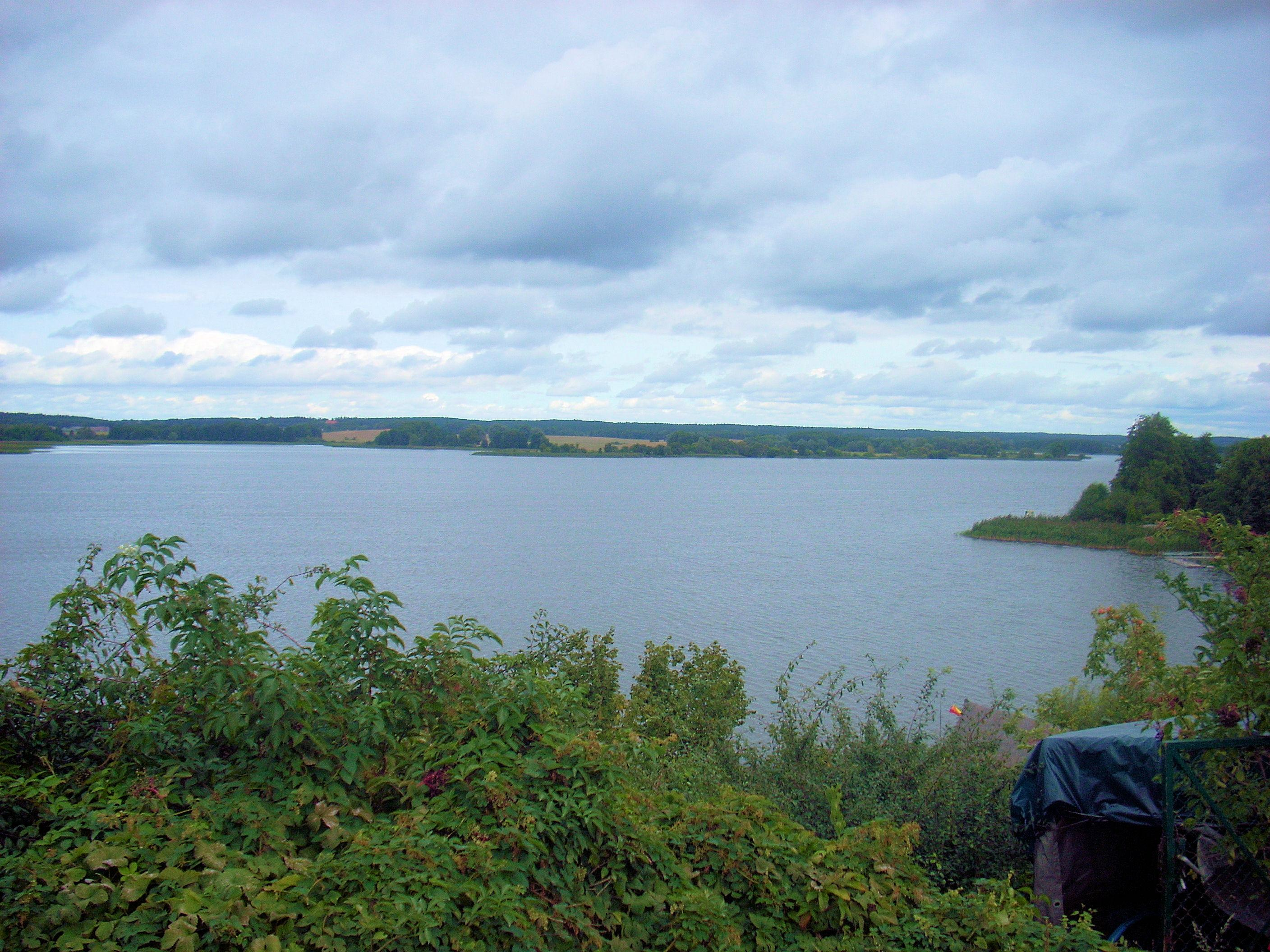

53°42′58″N 11°50′33″E / 53.71611°N 11.84250°E
大施滕貝格湖（德語：Großer Sternberger See），是德國的湖泊，位於該國東北部，由梅克倫堡-前波美拉尼亞州負責管轄，長2.7公里、寬2.1公里，面積2.5平方公里，海拔高度9米，平均水深3米，最大水深7.9米，水體容量757萬立方米。